# LA Weekly
LA Weekly è un settimanale gratuito edito a Los Angeles, California, Stati Uniti d'America. È stato fondato nel 1978 da Jay Levin. Voice Media Group ha venduto il giornale alla fine del 2017 a Semanal Media LLC.
I contenuti spaziano tra musica, arte, film, teatro, cultura, concerti ed eventi di Los Angeles. Nel 1979 sono stati istituiti i LA Weekly Theatre Awards che premiano piccole produzioni teatrali (99 posti o meno) a Los Angeles. A partire dal 2006, LA Weekly ha organizzato il LA Weekly Detour Music Festival ogni ottobre. L'intero isolato che circonda il municipio di Los Angeles è chiuso per ospitare i tre palchi del festival.
Tra i suoi autori più noti vi sono stati lo scrittore Jonathan Gold, vincitore del premio Pulitzer, che se ne andò all'inizio del 2012, e Nikki Finke, che teneva un blog sull'industria cinematografica attraverso il sito web del Weekly e pubblicava una rubrica stampata sul giornale ogni settimana; nel 2009 il blog da lei fondato, Deadline Hollywood Daily, è stato acquisito da un'azienda online.